# 反都市化
反都市化（はんとしか、英: counter-urbanization）とは、大都市中心部から郊外へ、また都市圏から非都市圏へ人口が移動していく現象のことである。逆都市化（ぎゃくとしか）とも。この現象は、今までの都市化による大都市への人口集中とは異なっている。なお、都市圏内で周辺部へ人口が拡散する郊外化（suburbanization）とは異なる。

## 概要
都市化の影響で、都市における過密化や都市問題の発生、地代の安い郊外や非都市圏への工場やオフィスの移転が発生する。このほか良質な生活環境を求めて非都市圏へ積極的に移動する都市住民もみられるようになる。これにより人口移動や郊外化が進行するとともに、中心部の荒廃が進行する（インナーシティ問題）。
1970年代以降に、欧米の大都市でこの現象が発生するようになった。1970年代のアメリカ合衆国において、非大都市圏の人口増加率が大都市圏の人口増加率よりも高くなり、農村から都市へという従来の人口移動の構造から変化した。この人口逆転現象について、ブライアン・ベリーがBerry (1976)で「反都市化」（counterurbanization）とよんだ。
また、L・H・クラーセンは都市圏の人口の成長と衰退を、都市化、郊外化、反都市化、再都市化の段階にモデル化した。
日本の場合、近畿地域では1970年代後半から人口の流出超過が続いたことから内閣府『地域の経済 2011』には逆都市化（反都市化）の動きがあるとの記述がある。
現在では、社会的および政治的理由による反都市化による流動と、その現象が最近急速に都市化してきている中華人民共和国等でも見られる事について研究される事が多い。
また、反都市化は縮退都市を導き得る。